# Clear Lake (lac de l'Iowa)
Pour les articles homonymes, voir Clear Lake.
Clear Lake est un lac situé aux États-Unis en Iowa, dans le comté de Cerro Gordo. Il a donné son nom à la ville de Clear Lake qui se trouve sur sa rive orientale.